# ロボフォース 鉄甲無敵マリア

『ロボフォース 鉄甲無敵マリア』（原題：鐵甲無敵瑪利亞、アメリカ公開題：Tie jia wu di Ma Li A、I Love Maria）は、1988年の香港映画。実写特撮によるロボットアクション作品。

## 概要
巨大ロボット「パイオニア1号」を使って強盗を繰り返す犯罪組織「ロボギャング」に、ひょんなことから狙われる羽目になった雑誌記者ら青年たちが、刺客として送り込まれるも破損した人間サイズのガイノイド「パイオニア2号・マリア」を修理し、味方につけて反撃する姿を描く。
日本では1989年3月18日にシネ・ロッポニカ配給で劇場公開の後にVHSでビデオソフトが発売されたほか、後年にはハピネットピクチャーズよりDVD化もされている。

## スタッフ
- 監督：デイヴィッド・チャン（鍾志文）、ツイ・ハーク（徐克）
- 製作：ツイ・ハーク、ジョン・シャム（岑建勲）
- 脚本：ツイ・ハーク、ユエン・ガイ・チー（阮継志）
- 撮影：ロー・ワーシン
- 音楽：ロメオ・ディアズ（英語版）（載楽民）、ジェームズ・ウォン（黄霑）
- スタント・コーディネイター：チン・シウトン（程小東）
- 日本国内配給：シネ・ロッポニカ

## キャスト
| 役名                   | 俳優                       | 日本語吹替                   | 日本語吹替 |
| 役名                   | 俳優                       | VHS版                        |            |
| ---------------------- | -------------------------- | ---------------------------- | ---------- |
| ルーニー               | ジョン・シャム（岑建勲）   | 千葉繁                       |            |
| ウィスキー             | ツイ・ハーク（徐克）       | 鈴置洋孝                     |            |
| サリー／マリア（二役） | サリー・イップ（葉蒨文）   | 土井美加                     |            |
| T・Q・チェン           | トニー・レオン（梁朝偉）   | 柴本広之                     |            |
| B12                    | ラム・チェンイン（林正英） | 堀勝之祐                     |            |
| セイビャー             | ベン・ラム（林國斌）       | 神谷明                       |            |
| 警察署長               | チョン・プイ（秦沛）       | 上田敏也                     |            |
|                        | トニー・リュウ（劉永）     | 中村秀利                     |            |
| ルーニーのボス         | デニス・チャン（陳國新）   | 村國守平                     |            |
|                        | ポール・チュン（鍾保羅）   | 椎橋重                       |            |
| バーテンダー           | カーク・ウォン（黄志強）   | 小関一                       |            |
| その他                 |                            | 津久井教生 安倍敦 小野寺啓子 |            |
|                        |                            |                              |            |
| 翻訳                   |                            | 安西敏                       |            |
| 調整                   |                            | 住谷真                       |            |
| VTR編集                |                            | 盛田康生                     |            |
| ディレクター           |                            | 藤山房伸                     |            |
| スタジオ               |                            | 東京テレビセンター           |            |
| 協力                   |                            | 81プロデュース               |            |
| 制作                   |                            | バンダイ                     |            |